# (474079) 2016 JG35
(474079) 2016 JG35 es un asteroide perteneciente al cinturón de asteroides, descubierto el 25 de octubre de 2014 por el equipo del Mount Lemmon Survey desde el Observatorio del Monte Lemmon, Arizona, Estados Unidos.

## Designación y nombre
Designado provisionalmente como 2016 JG35.

## Características orbitales
2016 JG35 está situado a una distancia media del Sol de 2,775 ua, pudiendo alejarse hasta 3,108 ua y acercarse hasta 2,442 ua. Su excentricidad es 0,119 y la inclinación orbital 25,54 grados. Emplea 1688 días en completar una órbita alrededor del Sol.

## Características físicas
La magnitud absoluta de 2016 JG35 es 16,274.